# Harmadik Shrek
A Harmadik Shrek (eredeti cím: Shrek the Third) 2007-ben bemutatott amerikai 3D-s számítógépes animációs film, amely a Shrek-sorozat harmadik része. A 14. DreamWorks-film rendezője Chris Miller. Az animációs játékfilm producere Aron Warner. A forgatókönyvet Jeffrey Price és Peter S. Seaman írta, a zenéjét Harry Gregson-Williams szerezte. A mozifilm a DreamWorks Animation gyártásában készült, a Paramount Pictures forgalmazásában jelent meg. Műfaja zenés filmvígjáték.
A produkció a hatalmas világsikernek örvendő animációs film, a Shrek 2. közvetlen folytatása. Andrew Adamson, az előző rész egyik rendezője és írója ezúttal csak vezető produceri teendőket lát el, a direktori székbe az első filmjét vezénylő Chris Miller ült. A szereplők hangját szolgáltató színészgárda kivétel nélkül visszatért.
A film 2007. május 18-án került elsőként a nézők elé Amerikában, a magyar premier pedig 2007. június 14-én volt a mozikban.

## Cselekmény
|  | Alább a cselekmény részletei következnek! |

Harold király, Túl az Óperencián uralkodója haldoklik, így eljön az idő a trónörökös számára, aki nem más, mint a király lányának hitvese, Shrek. A mogorva ogrének azonban esze ágában sincs lemondani hőn szeretett mocsaráról a trón javára, mivel minden vágya az, hogy végre visszatérhessen otthonába, s végre kettesben legyen feleségével. A király végső szavaival elárulja az utolsó királyi sarj nevét, aki utódja lehetne. Harold békakirály szomorú és borongós búcsúztatója után Shrek, Szamár és Csizmás Kandúr elköszönnek szeretteiktől, s hajóval útra kelnek, hogy felkutassák Artie-t, Fiona kuzinját. Fiona a távolodó bárka után kiáltja, hogy gyereket vár, s ez bizony nincs a gondtalan életet kedvelő Shrek ínyére.
Mindezalatt Szőke Herceg, aki egy fogadó színpadán kénytelen szórakoztatni a vendégeket, bosszút esküszik Shrek ellen, s a trón elfoglalására sző tervet. Ellátogat a gonosz meseszereplők törzshelyére, hogy összetoborozza őket elhatározása megvalósítására. Nem látják ott szívesen, de ráébreszti őket, igenis van okuk együttműködni vele, hogy egyszer ők legyenek azok, akik addig élnek, míg meg nem halnak. Hook kapitány, a gonosz mostoha, Küklopsz, Rumpelstiltskin és a többiek tehát mellészegődnek.
A palotában Fiona királyi barátnői, Csipkerózsika, Hamupipőke, Hófehérke és Rapunzel, édesanyja, Lilian királyné és Doris, a csúnya mostohatestvér a baba érkezése alkalmából ajándékokkal halmozzák el Fionát. Megjelenik Pinokkió, Mézi, a Farkas és a három kismalac is. Szőke és csapata inváziója hirtelen éri Túl az Óperencián udvarát, Szamár kedvesét, Sárkányt hamar ártalmatlanná teszik, s bár egy időre sikerül elmenekülniük, Rapunzel árulása következtében Fiona és a többi hölgy is rács mögé kerül. Túl az Óperenciánban a gonosz meselények veszik át az uralmat.
Eközben Shrek, Szamár és Csizmás elérnek az iskolába, ahol Artie tanul. Rövidesen kiderül, ő a legnagyobb lúzer a vidéken. Shreket azonban ez nem gátolja, a lényeg, hogy ne kelljen trónra ülnie. Négyesben indulnak tehát vissza Túl az Óperenciánba, ám a hazaúton Szamár és Csizmás Kandúr fecsegése ráébreszti Artie-t, hogy királynak lenni nem csak móka és kacagás; eszében sincs pestissel és fekélyekkel megbirkózni, így vissza akar térni otthonába. Shrekkel a kormánykeréken vitatkoznak, mígnem a hajó zátonyra fut. Partot érve gyalog folytatják az utat, ám Artie-nak már egyáltalán nem fűlik a foga a királyi élethez. Nemsokára elérnek egy tisztásra, ahol Merlin, az Artie iskolájából mentális problémái miatt száműzött idős és szórakozott varázsló viskója áll. A tisztáson térnek nyugovóra, azonban álmukat Hook kapitány és élő fákból álló bandája zavarja meg. Sikerül megfutamítaniuk őket, de tudják, hogy otthon nagy baj van. Merlint kérik meg, hogy segítse őket haza Túl az Óperenciánra, ám a hóbortos varázsló nem vállalja, mígnem Artie előadja sírós-könyörgős magánszámát. A négy útitárs visszajut a palota közelébe, azonban Szamár és Csizmás egymás testében landol.
Shrek megtudja Túl az Óperencián utcáira érve, hogy Szőke estére színielőadást tervez, melynek fénypontjaként végezni akar vele. Elmegy a trónbitorló öltözőjébe, azonban mikor Artie is feltűnik a színen, rosszra fordulnak a dolgok. Mivel a fiú a trón várományosa, Szőke karddal fenyegeti, így Shrek kénytelen olyan eszközt bevetni élete megmentéséért, amivel megbántja Artie-t. Shreket láncra verik az előadás kezdetéig, Szamár és Csizmás pedig Fiona és barátnői mellé kerül. Mikor Fiona meghallja, mi vár férjére, cselekvésre buzdít. Mindenki nagy meglepetésére, édesanyja két vastag kőfalat is lefejel, s így kijutnak a várbörtönből. A hölgyek harci és csábítási fortélyaikat bevetve az erdő felől jutnak be a kastélyba, míg Szamár és Kandúr, Pinokkió és a többiek kiszabadítására indul. A színpadon már folyik Szőke magánszáma, melyben Rapunzel a megmentendő hajadon, a legyőzendő szörnyeteg pedig Shrek, még mindig bilincsben. Mikor az ogre felemelkedik a színpad alól, gúnyt űz Szőkéből, amin a közönség igazán kedélyesen nevet. A legjobb pillanatban érkezik a felmentősereg, ám Szőke füttyent gonosz mesecsatlósainak, akik mindjárt kardot rántanak mindenkire. Ekkor tűnik fel Artie, akit korábban Szamár és Kandúr felvilágosítottak róla, hogy Shrek az életét mentette meg akkor, mikor úgy vélte, megsértette őt. Az ifjú a kérdést szegezi a gonoszoknak: miért ne lennének most végre egyszer jók, ha valóban erre vágytak? Szavai meggyőzik őket, így Szőke egyedül támad Shrekre, azonban elvéti akcióját, s így alul marad a küzdelemben – és egy igen nagy súlyú díszletelemmel szemben. Artie meghozza döntését, s fejére helyezi a koronát. A színház közönségének soraiban ott van Merlin is, aki megpróbálja visszavarázsolni Szamárt és Csizmást Kandúrt saját testébe, több-kevesebb sikerrel.
Shrek és Fiona végre valahára hazatérnek mocsarukba, s hamarosan három gyermekük születik. Ketten együtt – no és Szamár és Kandúr hathatós közreműködésével, főként a gyermekek játékaként – élvezettel merülnek el a nevelésükben, Shrek pedig rájön, hogy az apaszerep mégsem olyan ördöngösség, mint hitte.
|  | Itt a vége a cselekmény részletezésének! |

## Szereplők
| Szereplő                     | Eredeti hang        | Magyar hang                                 |
| ---------------------------- | ------------------- | ------------------------------------------- |
| Shrek                        | Mike Myers          | Gesztesi Károly                             |
| Szamár                       | Eddie Murphy        | Kerekes József                              |
| Fiona hercegnő               | Cameron Diaz        | Für Anikó                                   |
| Csizmás Kandúr               | Antonio Banderas    | Selmeczi Roland                             |
| Szőke Herceg                 | Rupert Everett      | Kautzky Armand                              |
| Lilian királyné              | Julie Andrews       | Hámori Ildikó                               |
| Harold király                | John Cleese         | Harsányi Gábor                              |
| Artie                        | Justin Timberlake   | Simonyi Balázs                              |
| Merlin                       | Eric Idle           | Versényi László                             |
| Rapunzel                     | Maya Rudolph        | Oroszlán Szonja                             |
| Hamupipőke                   | Amy Sedaris         | Zsigmond Tamara                             |
| Doris, a csúnya mostohanővér | Larry King          | Verebes István                              |
| Hófehérke                    | Amy Poehler         | Ruttkay Laura Ambrus Rita (ének)            |
| Csipkerózsika                | Cheri Oteri         | Pápai Erika                                 |
| Színésznő                    | Cheri Oteri         | Lázár Erika                                 |
| Mézi                         | Conrad Vernon       | Bolba Tamás                                 |
| Rumpelstiltskin              | Conrad Vernon       | Gardi Tamás                                 |
| Fej Nélküli Lovas            | Conrad Vernon       | Lukácsi József                              |
| Pinokkió                     | Cody Cameron        | Katona Zoltán                               |
| Malacok                      | Cody Cameron        | Bodrogi Attila Kapácsy Miklós Kossuth Gábor |
| Farkas                       | Aron Warner         | Albert Péter                                |
| Hook kapitány                | Ian McShane         | Reviczky Gábor                              |
| Mabel                        | Regis Philbin       | Papp János                                  |
| Lancelot                     | John Krasinski      | Moser Károly                                |
| Guinevere                    | Latifa Ouaou        | Vadász Bea                                  |
| Pom-pom lány #2              | Latifa Ouaou        | Füredi Nikolett                             |
| Nő                           | Latifa Ouaou        | N/A                                         |
| Hajóskapitány                | Seth Rogen          | Csík Csaba Krisztián                        |
| Gonosz királynő              | Susan Blakeslee     | Keönch Anna                                 |
| Egyszem                      | Mark Valley         | Bolla Róbert                                |
| Gary                         | Tom McGrath         | Molnár Levente                              |
| Idős hölgy                   | Kari Wahlgren       | N/A                                         |
| Raul                         | Guillaume Aretos    | Bartók László                               |
| Gonosz fa #1                 | Andrew Birch        | Hankó Viktor                                |
| Pom-pom lány #3              | Alina Phelan        | Vágó Zsuzsanna                              |
| Birizgándi                   | Kelly Asbury        | Hegedűs Miklós                              |
| Ceremóniamester              | Kelly Asbury        | Kajtár Róbert                               |
| Diákfelügyelő                | Sean Bishop         | N/A                                         |
| Tanár                        | Sean Bishop         | Jeges Krisztián                             |
| Vezetésoktató                | Sean Bishop         | Garai Róbert                                |
| Tiffany                      | Kelly Cooney        | N/A                                         |
| Anya                         | Kelly Cooney        | Martin Adél                                 |
| Pom-pom lány #1              | Kelly Cooney        | Csordás Ilona                               |
| Törpedada                    | Walt Dohrn          | Végh Ferenc                                 |
| Xavier                       | Walt Dohrn          | N/A                                         |
| Tanulóvezető                 | Walt Dohrn          | N/A                                         |
| Gonosz lovag                 | Walt Dohrn          | Magyar Bálint                               |
| Éneklő gonosz #2             | Walt Dohrn          | saját énekhangján                           |
| Pynchley igazgató            | Walt Dohrn          | Haagen Imre                                 |
| Vakegér                      | Christopher Knights | Szokol Péter                                |
| Szurkoló                     | Christopher Knights | Görbe Attila                                |
| Gonosz fa #2                 | Christopher Knights | Garai Róbert                                |
| Őrök                         | Christopher Knights | Frumen Gergő                                |
| Őrök                         | Tom Kane            | Haagen Imre                                 |
| Bábjátékos                   | Chris Miller        | Haagen Imre                                 |
| Bemondó                      | Chris Miller        | Orosz István                                |
| Kabala                       | Chris Miller        | N/A                                         |
| Éneklő gonosz #2             | Chris Miller        | saját énekhangján                           |
| Gonosz törpe                 | David P. Smith      | Simon Aladár                                |
| Pincér                       | David P. Smith      | Fehér Péter                                 |

További magyar hangok: Arany Tamás, Bor László, Előd Álmos, Előd Botond, Fehér Péter, Frumen Gergő, Hankó Viktor, Jantyik Csaba, Jeges Krisztián, Keönch Anna, Schwimmer János

## Háttér
Mivel a DreamWorks a Viacomhoz került, a Harmadik Shrek Mike Myers első filmje az 1993-as Wayne világa 2. óta, melyet a Paramount Pictures (ami 1994-ben lett a Viacom része) forgalmaz. A 2004-es Father of the Pride című showban feltűnt Szamár (Eddie Murphy hangjával), csak hogy promotálja a Shrek 3-at, azonban itt azt állította, 2006-ban kerül a mozikba a film, noha ez csak 2007-ben történt meg.
Az NBC csatorna Saturday Night Live műsorából öt színész működik közre a filmben. Két színész, Amy Poehler és Maya Rudolph a film bemutatójának idején is aktív szereplője az SNL-nek; a további három Mike Myers, Eddie Murphy és Cheri Oteri. A Monty Python ötösfogatából két fő, John Cleese és Eric Idle is hangját kölcsönzi egy-egy szereplőnek (de közös jelenetük nincs).

## Kulturális utalások
Az előző két film hagyományait folytatva, a Harmadik Shrek is számtalan utalást tartalmaz a popkultúrára, a történelemre, a tündérmesékre és különböző legendákra:
- Szőke Herceg öltözőjében látható édesanyja, Jótündér Keresztanya fotója a „Don't Stop Believin'” felirattal, ami a Journey együttes egyik számának címe.
- A végső ütközet során Csizmás Kandúr testében Szamár egy „D” betűt vés Pinokkió fenekére, ami őt jelképezi (Donkey, a magyar változatban Don Szamár). Hasonlóan cselekedett Csizmás a Shrek 2-ben, mikor egy fába véste a „P” betűt (Puss in Boots, a magyar változatban Pandúr). Mindkettő Zorro karakterének paródiája, akit többek között Csizmás eredeti hangadója, Antonio Banderas is eljátszott már.
- Miután lefejeli a második falat, a királyné az „A Spoonful of Sugar” című dalt dúdolja. Julie Andrews, aki a királynét alakítja, ugyanezt a dalt énekelte a Mary Poppinsban mint a címszereplő. Mikor Fiona megkérdezi, jól van-e, a királyné a „My Favorite Things” dallamait kezdi dúdolni, amit Andrewstől korábban az A muzsika hangjában hallhattunk.
- Az állatok hívása, amit Hófehérke vet be a beszélő fák ellen, valójában a háborús kiáltás a Led Zeppelin „Immigrant Song”-jából, de a jelenet kezdete a „With a Smile and Song” című dal paródiája az eredeti Hófehérke és a hét törpe Disney-filmből.
- Mikor Hófehérke letépi ruhája ujját, látható Dopey (Kuka) feliratú tetoválása, ami a hét törpe egyikének neve.
- A film elején Szőke Herceg fogadóbeli előadásnál a lópatadobogást kókuszdiók csattogtatásával imitálják. Ugyanezen technikát alkalmazták a Gyalog galoppban (magyarban a kókuszdió helyett tök szerepel), aminek két főszereplője John Cleese és Eric Idle. Idle azt állította, a Shrek producereinek beperlésén gondolkodik a geg jogtalan használata miatt, míg a producerek elmondása szerint Idle és Cleese előtti tisztelgésként tették a filmbe ezen mozzanatot.[2]
- Merlin, Lancelot, Arthur király (Artie) és Guinevere (Gwen) mind az Arthur-mondakörből származó alakok. Artie a filmben nem csillogó páncélban feszítő lovag, ahogy mindenki számítana rá, hanem egy úgynevezett lúzer, aki Lancelot állandó piszkálódásainak céltáblája.
- Merlin varázslatai hasonlóak a Disney A kőbeszúrt kard című rajzfilmjében szereplőkhöz.
- Shrek és Artie komoly, érzelmi síkokra terelődő beszélgetésekor Merlin a „That's What Friends Are For” című dalt kezdi el játszani.
- Miután Mézi előtt lepereg az élete, az eredeti változatban az „On the Good Ship Lollipop” című dalt kezdi énekelni.
- Szintén ebben a jelenetben, a rövid montázs Mézi életéről utalást tartalmaz a The Six Million Dollar Manre (A hatmillió dolláros férfi).
- Szőke öltözőjében látható az operaház fantomjának maszkja és jelmeze.
- Harold király temetésén az Élni és halni hagyni (Live and Let Die) című James Bond-film főcímdalát éneklik a békák. John Cleese, Harold király alakítója több Bond-filmben is feltűnt R, illetve később Q szerepében.
- Shrek álomjelenetében a szobájába beguruló babakocsi a Rosemary gyermekének paródiája.
- A Shrek és Szőke közti végső összecsapás jelentében egy rövid dalrészlet a Queen „Bohemian Rhapsody”-jából kölcsönöz.
- Korábban ebben a jelenetben, a hajót evező kalózszereplők felbukkanásakor szóló dal hasonló az A Karib-tenger kalózai: A Fekete Gyöngy átka zenéjének főtémájához.
- Túl az Óperencián megszállásakor az ausztrál Wolfmother együttes „The Joker & the Thief” című dala hallható.

## Kapcsolt termékek
Számos játék, könyv, ruhanemű és más produktum került a boltokba a filmhez kapcsolódóan. Első alkalommal vált kaphatóvá a Fiona hercegnő-bábu, amihez ogrearc-maszkot és „kung fu-akciót” előadó lábat is mellékeltek. Csipkerózsika, Hamupipőke és Hófehérke ilyen változata szintén megvásárolható. A filmen alapuló videójáték hozzáférhető Wiin, PlayStation 2-n, Xbox 360-on, Game Boy Advance-on, PlayStation Portable-n, PC-n és Nintendo DS-en.

## Fogadtatás
Kritikailag a film vegyes fogadtatásban részesült. A Rotten Tomatoes oldalán 42%-os értékelésen áll, ami kevesebb mint fele az előző részekének. Az IMDb szavazói kevéssel magasabb mint 6 csillaghoz juttatták a Harmadik Shreket, ami több mint egy egész csillaggal gyengébb elődjeiénél.
David Ansen kritikus azt írta, a gondja a filmmel az volt, hogy „az enyhén provokatív szellemessége szinte teljesen a szülőket célozza meg…ez a rész nem érintett meg. A film hadban áll saját magával: gyerekmozi, ami nem igazán akar az lenni.” A film némi pozitív visszajelzést is begyűjtött, többek között a The New York Times kritikusától, aki szerint a film „ismét energikus és sokkal nyugodtabb [elődjeinél], kevésbé próbálja kétségbeesetten bizonyítani eszességét és így válik okosabbá.”

### Box office
A Harmadik Shrek 4122 moziban nyitott az Egyesült Államokban 2007. május 18-án, éppen három évvel a Shrek 2-t követően. Ahogy akkor az, ezúttal a harmadik epizód döntötte meg az animációs filmek első hétvégi rekordját, 121,6 millió dollárral, ami egyben a harmadik legmagasabb is a Pókember 3 és az A Karib-tenger kalózai: Holtak kincse mögött. A film gyorsabb iramban veszítette közönségét hétről hétre két elődjénél, így végül 322 millió dollárig jutott, ami több mint százmillióval marad el a Shrek 2 441 millió dolláros eredményétől.
Észak-Amerikán kívül közel azonos bevételt ért el a film, mint a második rész; a különböző piacok között változatos adatok születtek. Brazíliában megduplázta a Shrek 2 eredményét az új rész, míg Japánban csak valamivel több mint a felét érte el. Lengyelországban fantasztikus szerepléssel, az első hétvége-rekord megdöntésével túlszárnyalta a 2004-es bajnokot, a feltörekvő piacként számon tartott Oroszországban is messze felülmúlta közvetlen elődjét, s Dél-Koreában szintén több bevételt ért el.
Magyarországon 2007 legsikeresebb filmjének bizonyult a Harmadik Shrek, többen váltottak rá jegyet Budapesten az első hétvégén, mint a Shrek 2-re három évvel korábban, s egyúttal a film minden idők hetedik legnagyobb nyitányát produkálta a fővárosban. Országosan fél hónap alatt félmillió nézőt gyűjtött, s végül 738 ezer látogatón zárt, 674 millió forintos bevétellel.

### Jelentősebb díjak és jelölések
| Díj       | Kategória              | Jelöltek     | Nyert-e? |
| --------- | ---------------------- | ------------ | -------- |
| BAFTA-díj | legjobb animációs film | Chris Miller |          |

## Folytatások
Peter Zaslav, a film egyik munkatársa egy interjúban elmondta, hogy a Shrekből az angyal című karácsonyi különkiadás ott veszi fel a történet fonalát, ahol a Harmadik Shrek abbamaradt. A 20 perces rövidfilmet Magyarországon 2007. december 25-én sugározta a TV2 kereskedelmi csatorna. A filmet továbbá egy újabb mozifilm követi majd, a Shrek Goes Fourth, mely 2010. május 21-én kerül az amerikai mozikba. Antonio Banderas egy interjúban megerősítette, hogy egy spin-off film, a Puss in Boots is készül. Ennek története a Harmadik Shrek és a Shrek Goes Fourth között fog játszódni.